# Belemnopontia panamensis
Belemnopontia panamensis is een eenoogkreeftjessoort uit de familie van de Leptastacidae. De wetenschappelijke naam van de soort is voor het eerst geldig gepubliceerd in 1983 door Mielke.